# وو تشونغ
وو تشونغ هو عارض ومغني وممثل ماليزي، ولد في 10 أكتوبر 1979 ببندر سري بكاوان في بروناي.

## وصلات خارجية
- وو تشونغ على موقع IMDb (الإنجليزية)
- وو تشونغ على موقع أول موفي (الإنجليزية)
- وو تشونغ على موقع قاعدة بيانات الفيلم (الإنجليزية)